# Cromo

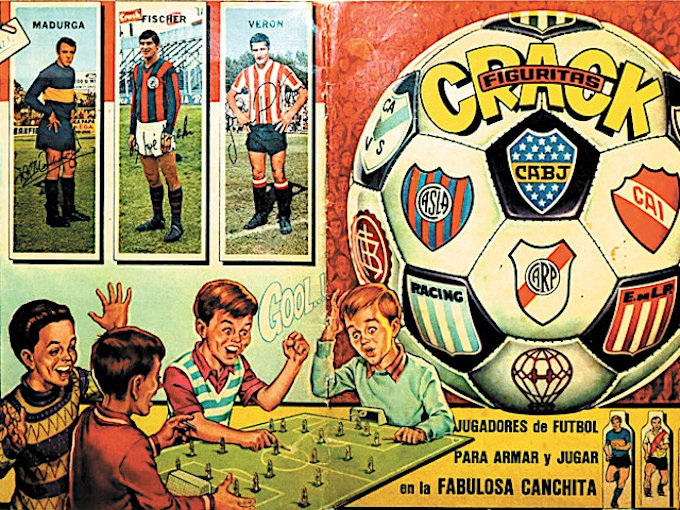
Àlbum de cromos de futbol de l'Argentina de 1968

Un cromo, antigament anomenat cromolitografia, és un paper petit imprès amb dibuixos acolorits que es col·lecciona o que serveix per a certs jocs. N'hi ha de tipologia diversa, des dels que es venen solts -com una mena de cartes col·leccionables-, fins als que formen part d'una col·lecció temàtica, pensats per a ser enganxats en un àlbum, passant per edicions limitades de cromos commemoratius, publicitaris o educatius. Per bé que la seva forma més habitual és la rectangular, se'n poden trobar amb tota mena de perfils, també d'encunyats i de retallables. Pel que fa al seu sistema de fixació, amb els anys ha evolucionat i s'ha passat dels que calia enganxar amb cola als actuals, autoadhesius en la major part. En aquest darrer cas, n'hi ha que un cop enganxats ja no es poden llevar, i d'altres que es poden desenganxar i tornar a enganxar tantes vegades com calgui (anomenats sovint en anglès, Stick & Stack), els quals entrarien més aviat en la categoria d'adhesius que no pas en la de cromos. Finalment, el seu contingut tant pot ser un dibuix com una fotografia, un estampat o qualsevol altra mena d'imatge.
Els cromos acostumen a estar concebuts per als nens i adolescents, tot i que també poden atraure col·leccionistes adults. Se solen comercialitzar de dues formes diferents: per mitjà de la venda de sobres tancats amb els cromos a dins, o bé com a obsequi per la compra d'algun article, especialment d'alimentació. Els cromos que formen part d'una col·lecció estan sovint numerats i tenen il·lustracions relacionades amb algun tema genèric relatiu als esports, art, natura, geografia, història o ciència entre altres matèries, o bé un de concret com ara una pel·lícula, sèrie televisiva o club de futbol.

## Història

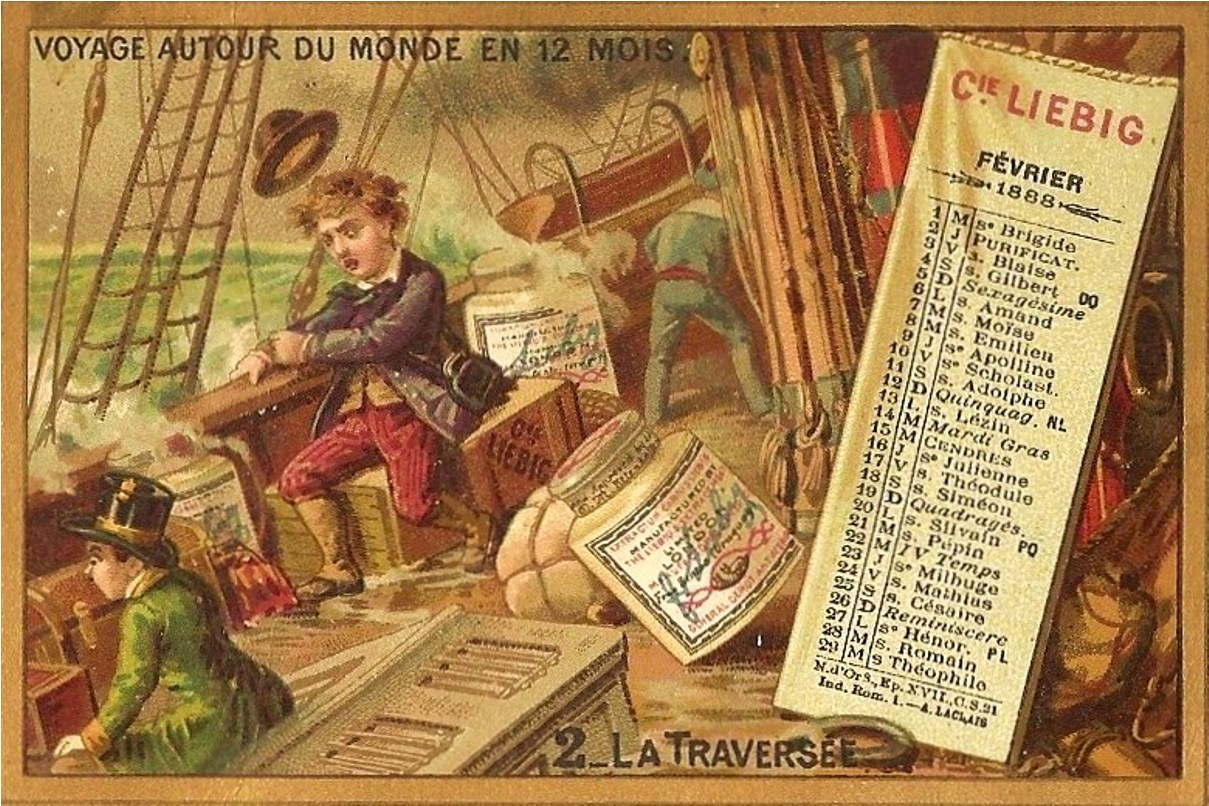
Cromolitografia editada el 1888 per Liebig, filial francesa de Campbell's

Els antecedents més llunyans del cromos daten de les antigues Sumer i Roma, on ja alguns nens jugaven amb tauletes gravades i papirs amb seqüències de dibuixos. A començaments del segle xix varen aparèixer els primers cromos, en forma de simples gravats en blanc i negre que els nens solien pintar a mà. D'ençà de 1820, els cromos començaren a ser més elaborats i adquiriren relleu tot adoptant un aspecte tridimensional. El 1837, amb l'aparició de la cromolitografia, les tècniques d'impressió es revolucionaren i varen passar a permetre un considerable augment en la producció, fins aleshores artesanal. Més endavant, l'empresa alemanya Mamelok & Söhne (M & S) n'esdevingué el principal fabricant i va començar a manufacturar cromos més atractius a color, estampats i envernissats. Alguns rebosters alemanys els feien servir per a decorar els seus pastissos.
Gràcies a aquestes noves tècniques d'impressió, a mitjan segle xix els cromos es popularitzaren coincidint amb els inicis de la publicitat i el màrqueting. El primer cromo que s'ha pogut documentar formava part d'una sèrie publicada per la Bognard Lithography el 1867 per a il·lustrar els pavellons de l'Exposició universal de París. El 1879, els paquets de cigarretes Marquis of Lorne dels EUA incorporaren unes imatges de cartró per a reforçar els paquets, iniciativa que fou seguida per la major part de companyies tabaqueres nord-americanes. Aquestes empreses desenvoluparen una intensa activitat durant les dècades de 1880 i 1890 com a editores de cromos i n'emeteren nombroses col·leccions, especialment de jugadors de beisbol.

### Els cromos de les xocolates
Però fou el sector de l'alimentació el que donà l'empenta definitiva als cromos. Productes arribats d'Amèrica i Àfrica com ara el cacau, el cafè i els dàtils s'embolcallaven amb un etiquetatge llampant, amb dibuixos que eren un bon reclam per als nens. Alguns comerciants visionaris pensaren que aquelles imatges podien convertir-se en estampes col·leccionables. El 1884, el francès Albert Poulain (fill del fundador de Chocolat Poulain) va tenir la idea de posar cromos dins les rajoles de xocolata; l'èxit d'aquella iniciativa donà peu al naixement del canvi de cromos, ja que moltes de les imatges es repetien. Durant anys, el cromo estigué lligat als productes alimentaris, sobretot a les xocolates: a Catalunya, les Xocolates Amatller, Torras, Lloveras i Solsona aconseguiren associar la seva marca amb l'afecció als cromos.

### Els primers àlbums de cromos

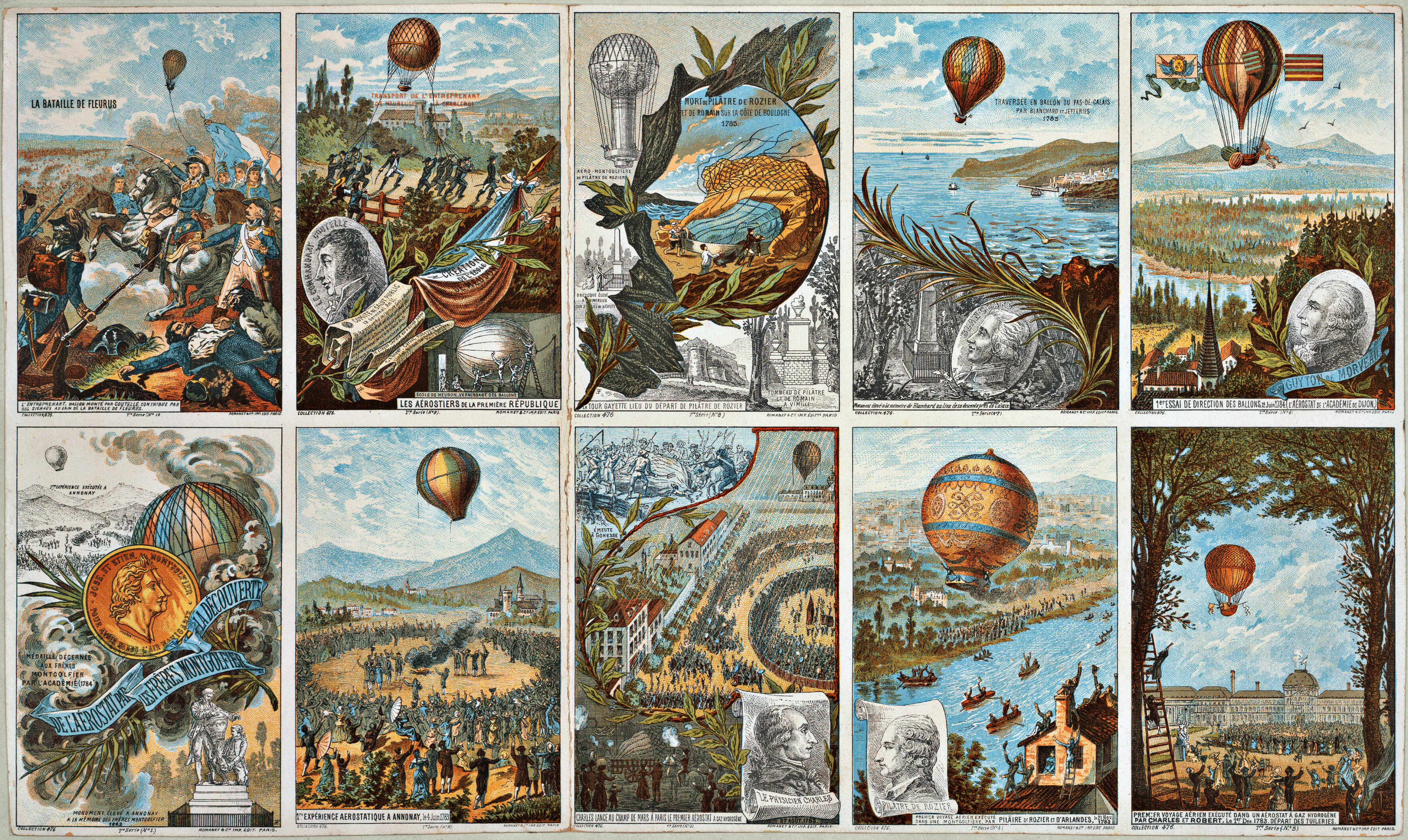
Sèrie de cromos editats a París per Romanet & Cie. cap a 1890

Al començament, els cromos es col·leccionaven solts, sense àlbum, formant sèries d'extensió variable que s'aconseguien aleatòriament en comprar diversos productes i que s'havien de completar canviant-ne els repetits. Els col·leccionistes els enganxaven en tota mena de suports: diaris, carpetes, targetes de visita, felicitacions de Nadal i altres. Servien també per a decorar caixes de fusta, mobles i altres objectes mitjançant la tècnica del decoupage.
El 1852, Aristide Boucicaut, propietari dels magatzems Le Bon Marché, va començar a facilitar un àlbum per a enganxar-hi els cromos a canvi dels vals que obtenien els clients a cada compra. Entre els nombrosos productes que obsequiaven cromos com a reclam publicitari, varen ser els llumins i els caramels els primers a distribuir àlbums temàtics (calia omplir-los amb les fototípies que hi havia a les capses de cerilles o als embolcalls il·lustrats de les llaminadures). Al mateix temps, les xocolates varen començar també a fer àlbums amb les seves col·leccions.
Cal dir que, inicialment, els àlbums de cromos eren una creació individual i única de cada col·leccionista, partint d'un llibre en blanc (d'aquí el nom àlbum, "blanc" en llatí). A França, aquesta afecció tenia molt d'èxit. Després, alguns editors començaren a publicar els primers àlbums amb el contingut prefixat, en forma de llibres de caràcter pedagògic que incorporaven il·lustracions per enganxar al lloc corresponent.

### Eclosió durant el segle XX
Les col·leccions de cromos de jugadors de beisbol, ben populars als EUA des de finals del segle xix, es consolidaren durant el segle següent. A començaments del segle xx, el col·leccionisme de cromos era ja un fenomen d'abast mundial i tenia nombrosos seguidors, tant a Nord-amèrica com a Europa. El 1934, Mamelok traslladà la seva seu i maquinària d'Alemanya a la Gran Bretanya i es convertí en Mamelok Press Ltd (l'empresa, establerta el 1968 definitivament a Bury, ha mantingut l'activitat fins a l'actualitat i ha esdevingut un referent mundial dins el sector de l'edició de cromos).
Durant les dècades de 1930 i 1940, les col·leccions esdevingueren cada cop més variades i n'aparegueren d'enfocades a tota mena de temes, des de la història a les ciències naturals, passant per la geografia o la història del cristianisme. Als EUA, durant aquells anys es popularitzaren les col·leccions dedicades al bàsquet, al futbol americà i a l'hoquei sobre gel, que venien a completar les habituals de beisbol.
Als Països Catalans, els tímids intents d'edició de cromos en català, alguns d'especialment reeixits com ara la col·lecció Història de Catalunya de Xocolata Juncosa (1933), es veieren truncats amb l'arribada del franquisme després de la guerra civil espanyola. Des d'aleshores i fins a gairebé les acaballes de la dictadura franquista, tots els cromos editats a l'estat espanyol ho varen ser en castellà. Durant aquells anys, el col·leccionisme de cromos s'escampà i a partir de la dècada de 1950 n'aparegueren nombroses col·leccions, algunes d'especialment recordades com ara les editades per la filial catalana de Nestlé, entre elles els toms enciclopèdics de Las maravillas del universo (els cromos dels quals apareixien a les rajoles de xocolata de la marca).
En aquella època, esdevingueren també molt populars els cromos que regalaven els fabricants de xiclets, un costum iniciat als EUA durant la dècada de 1930 que s'escampà poc després arreu del món. Durant la dècada de 1940, la majoria d'aquests eren imatges de personatges de comic, com ara en Superman, en format de petits cromos de cartró. Durant la dècada següent es varen posar de moda els foto-cromos d'actors i actrius de Hollywood, compartint popularitat als EUA amb els de jugadors de beisbol. Durant la dècada de 1960, els més habituals eren els de personatges de dibuixos animats o d'il·lustracions d'algun artista contractat expressament per l'empresa de xiclets, tot i que també n'hi havia de grups musicals famosos, especialment dels Beatles.

### Entrada de les grans editorials
Durant la dècada de 1960, els cromos es varen convertir en un fenomen d'escala global gràcies a la seva arribada al quiosc. Des del moment que els afeccionats tingueren al seu abast cromos i àlbums sense necessitat d'adquirir cap producte alimentari, sinó que només els calia anar a una llibreria, papereria o quiosc per a fer-ho, el col·leccionisme de cromos s'escampà entre àmplies capes de la població arreu del món. Als Països Catalans, editorials com ara la Bruguera, Ruiz Romero, Ibis, Difusora de Cultura, Álbumes Españoles (creadora de la recordada col·lecció Vida y Color) o Ediciones Este s'especialitzaren en l'edició regular de col·leccions de cromos, mentre que a la resta de l'estat ho feien Ediciones Susaeta, Editorial Nueva Situación i la basca Publicaciones Fher. Una altra editorial molt present a l'estat aleshores era la mexicana Novaro, que hi distribuïa nombroses col·leccions. Durant aquella dècada i la de 1970, totes aquelles editorials tingueren una forta competència en la filial catalana de Bimbo, la qual des de Granollers creava anualment unes col·leccions de cromos (inclosos com a obsequi dins els seus productes de brioixeria) molt seguides arreu de l'estat. Han quedat com a clàssics àlbums seus com ara Nuestro Mundo o El porqué de las cosas.

### Cromos de futbol
El definitu impuls internacional als cromos el donà l'italià Giuseppe Panini, fundador el 1961 de l'empresa líder mundial en l'edició de cromos, Panini, amb seu a Mòdena. Les seves col·leccions de futbolistes, sèries de televisió, pel·lícules i moltes altres són avui dia presents a tot el món. Les més populars de les que edita, però, segueixen essent les de futbol: la primera col·lecció que va editar l'empresa era d'aquest esport i va vendre 3 milions de sobres; l'any següent, la xifra va augmentar als 15 milions, i un any després, arribà als 29 milions de sobres venuts. El 1965 aparegué el primer àlbum Panini que no anava de futbol: Aerei e Missili ("Avions i Míssils"), seguit per la col·lecció Animali di tutto il mondo. El 1970, amb motiu del Mundial de Mèxic, es va llançar per primer cop una edició internacional de cromos i, poc després, van aparèixer els primers cromos autoadhesius, concretament els de la col·lecció de futbol de la temporada 1971/72.

El col·leccionisme de cromos, sobretot dels relacionats amb el futbol, va arribar a esdevenir una moda. Cada any, aproximadament un mes abans que comencés la lliga de futbol, apareixia la nova col·lecció amb els jugadors de cada equip. La inclusió dels futbolistes famosos a les col·leccions va fer augmentar les vendes de cromos considerablement. Alguns editors arribaven a regalar els àlbums a la sortida dels col·legis per tal d'esperonar els nens a iniciar i completar la col·lecció.

### Evolució a partir dels anys 70
Pel que fa als cromos de productes alimentaris, durant la dècada de 1970 continuà la gran popularitat de les col·leccions Bimbo als Països Catalans, compartida amb la de les marques de xiclets. La majoria d'aquest darrer tipus de cromos ja eren de plàstic i autoadhesius, essent molt coneguts els xiclets de regalèssia Cosmos, amb cromos de ciència-ficció (naus espacials, robots i similars).
A la dècada de 1980, l'abundància de marques competint pel mercat feia que apareguessin grans novetats, com ara els cromos platejats dels Ewoks, les calcomanies dels Snorkels, He-Man i altres, i una gran innovació, el cromo hologràfic. Sovint, hi havia cromos premiats amb els quals s'aconseguia un pòster o l'àlbum per a enganxar-los. Durant la dècada de 1990, la major part dels cromos dels xiclets seguien l'estètica dels vuitanta. La febre de Bola de Drac i D'Artacan va aportar nous editors de cromos amb aquesta temàtica, entre ells Sonric's, l'empresa més important del moment juntament amb Boomer.

### Actualitat

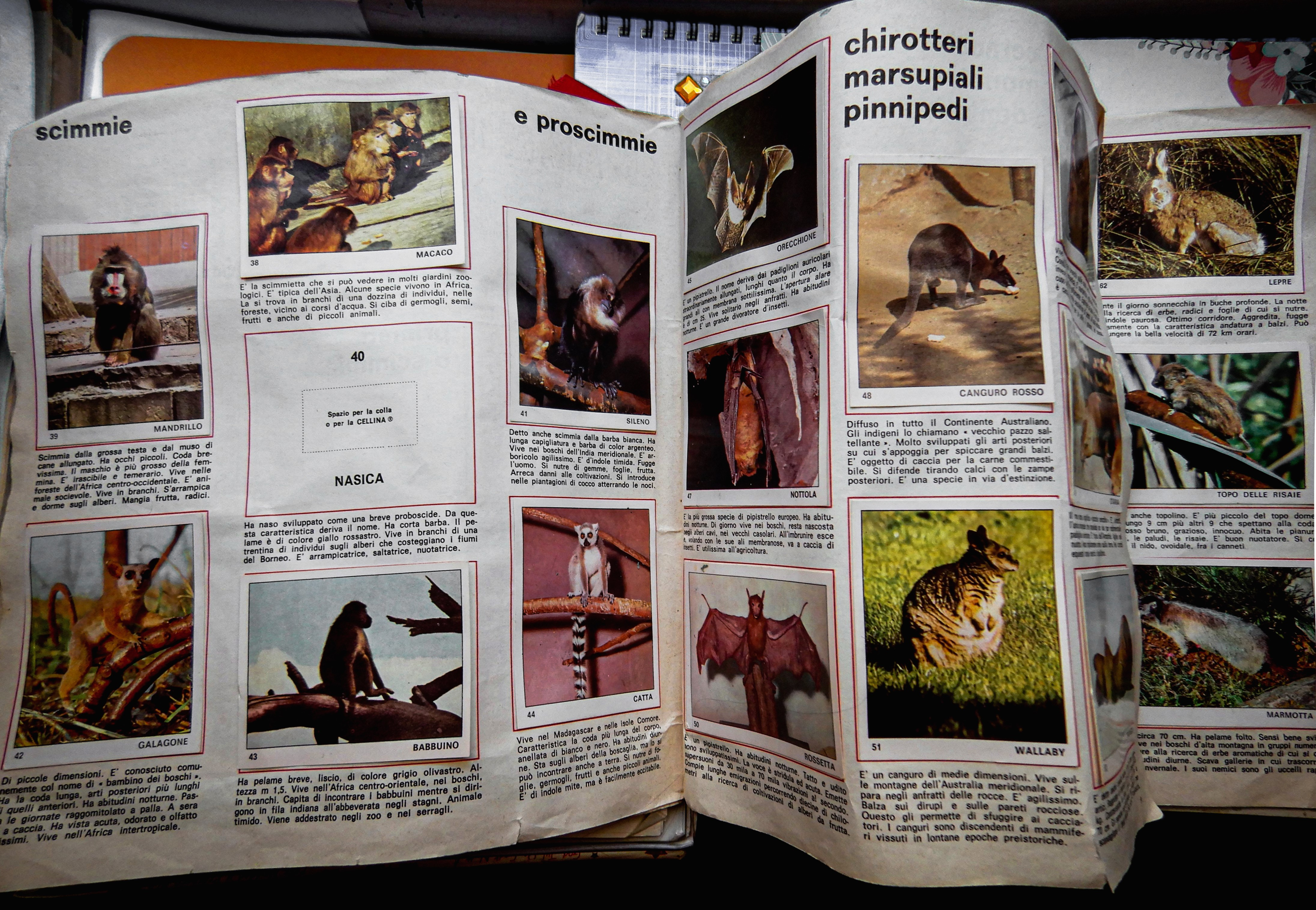
Àlbum de cromos Panini de 1970

Algunes de les antigues marques de xiclets, com ara Dubble Bubble i Boomer, encara existeixen actualment, per bé que gairebé totes han deixat d'incloure cromos als seus productes (el mateix que han fet els fabricants de xocolates, tabacs i brioixeria). Actualment, el cromo ha evolucionat cap a altres formats i variants, entre ells el cromo amb olor o la figureta, joguina o llaminadura. Malgrat tot, el cromo clàssic segueix gaudint de bona salut, especialment gràcies a les grans editorials tipus Panini: durant les darreres temporades, Panini ha arribat a produir fins a un bilió de sobres de cromos l'any. Considerant que cada sobre conté sis cromos, la xifra total és de sis bilions de cromos anuals. Al llarg dels seus més de 40 anys d'existència, la companyia italiana ha imprès més de 20 bilions de cromos.
L'afecció al col·leccionisme de cromos segueix ben viva en l'actualitat, essent encara els de futbol els més seguits: l'àlbum més popular de l'estiu del 2014 fou el del mundial de futbol del Brasil, una col·lecció de 640 cromos que reflectien totes les seleccions i els jugadors de cadascuna, amb els escuts respectius (cromos individuals) i els estadis de la competició (cromos dobles). D'altra banda, l'aparició d'internet ha facilitat molt aquesta mena de col·leccionisme, ja que hi ha nombrosos webs d'intercanvi de cromos repetits amb altres afeccionats, o bé de compra i venda de cromos i d'àlbums (ja siguin amb la col·lecció completa o per estrenar). Altres webs ofereixen la possibilitat de fer col·leccions virtuals, per a la qual cosa cal inscriure-s'hi i anar col·locant en un àlbum virtual els cromos que s'obtenen com a obsequi periòdicament, en un sobre també virtual. D'aquests cromos, els repetits també es poden canviar amb altres jugadors inscrits al mateix web. Hi ha també tota mena de pàgines web i blogs nostàlgics on es recorda la història dels cromos, àlbums, col·leccions i tot allò que s'hi relaciona.
Finalment, cal dir que els cromos han esdevingut un element tan quotidià dins la cultura catalana que fins i tot hi han deixat expressions i frases fetes populars. Així, per exemple, segons el diccionari català-valencià-balear, un "cromo" tant pot ser una «persona de cara molt bella i de bon color» com, per oposició, una «persona molt lletja». Quan algú va vestit amb massa coloraines o guarnit excessivament, se'n diu que «va fet un cromo» i, darrerament, s'ha fet habitual l'expressió «canvi de cromos» per a parlar de negociacions polítiques.

## Cromos en català
Els cromos es varen introduir a Catalunya en castellà, llengua de divulgació escrita preeminent al país a finals del segle xix. Per bé que a començaments del segle XX algunes auques passaren als cromos, com ara la Vida d'en Bernat Xinxola, els primers àlbums en català no aparegueren fins al 1933: Història de Catalunya de la xocolata Juncosa -del qual se'n va fer una segona edició ampliada-, Rondalles selectes de Nestlé (la versió catalana del seu cèlebre Les jolis contes) i l'Àlbum Catalunya, una col·lecció de segells engomats que distribuïa la revista Carnet. El 1934 n'aparegueren dos de religiosos: Àlbum del catecisme i Àlbum d'història sagrada, dels quals n'hi havia també versió castellana. Més o menys a la mateix època, la marca de xocolates i cafès Sorpresa de Martorell va editar també un àlbum de cromos en català.
Acabada la guerra civil espanyola, el franquisme va impedir cap altra iniciativa semblant. Cap al 1939, les autoritats franquistes varen precintar una habitació dels magatzems Juncosa amb els cromos de la Història de Catalunya a dins i finalment, van ordenar cremar-ne totes les existències (els exemplars que quedaven a l'arxiu de l'empresa van ser venuts més tard al mercat de Sant Antoni). Cap al 1959, prohibiren la comercialització de la versió catalana de l'àlbum Història i llegendes de Montserrat de Xocolates Grefer i en permeteren només la castellana. Les edicions d'àlbums en català es varen reprendre el 1970, quan l'editorial Salvat va regalar l'Àlbum Salvat Català 4 com a complement de l'Enciclopèdia Salvat Català, per tal d'enganxar-hi les fotografies que apareixien a les cobertes dels fascicles de l'enciclopèdia (la versió castellana havia aparegut amb l'Enciclopèdia Salvat 4 de 1968). També a començaments de la dècada de 1970, La Caixa de Pensions va regalar al públic juvenil l'àlbum L'automòbil esportiu i, el 1974, l'editorial valenciana Difusora de cultura va publicar l'àlbum multilingüe Batalles històriques (en castellà, català, basc, gallec i anglès).
La mort del general Franco i l'inici del procés de normalització lingüística a finals de la dècada de 1970 va suposar l'aparició de nombrosos àlbums de cromos en català. El 1979, la revista Èczema oferí el Pirata àlbum (una peça avui dia molt buscada) i aviat aparegueren altres col·leccions, com ara la Història de Catalunya explicada per en Dragui dels pastissets Phoskitos (24 cromos autoadhesius), Catalunya, porta del mundial 82 del diari Avui amb el suport de la Direcció General de l'Esport (110 cromos) o les col·leccions per a adults que publicava el diari Avui. El salt qualitatiu més important es produí el 1983, amb la publicació per part de Panini i Cromo Crom de West. L'Oest, la veritable història dels indis, una col·lecció de 400 cromos autoadhesius.
Diversos bancs i caixes, partits polítics, diaris i revistes, empreses privades i institucions públiques llançaren també col·leccions de cromos en català amb temàtica que abastava des dels dibuixos animats als esports, el folklore religiós o els castellers, però especialment la història i la vida local: Gales d'Anglès, Àlbum de cromos de la faràndula olotina, Escuts heràldics dels pobles de Lleida, Coneix Igualada, coneix l'Anoia, Girona i la seva història, Coneix la Història, Coneix Menorca i molts altres. Pel que fa als editats per les institucions, cal recordar per exemple aquests:
- Ajuntament de Barcelona:
  - Arbres de Barcelona (1983), editat pel Servei Municipal de Parcs i Jardins amb cromos que eren dibuixos de Joma de les 60 espècies diferents d'arbres dels carrers de la ciutat
  - El Modernisme a Barcelona (1990)
- Diputació de Barcelona:
  - El món animal. Fauna I: invertebrats (1985)
  - El món animal. Fauna II: vertebrats (1986)
- Generalitat de Catalunya:
  - Catalunya. Paisatge, flora i vegetació (1983)
  - Catalunya, el teu país. Història i cultura (1984)
  - Catalunya, història de la pintura. Occident I (1984)
  - Catalunya, història de la pintura. Occident II (1985)
  - El món forestal (1989)
  - Els aliments. Origen, manipulació i consum (1992)
  - Els bolets (1993)

Tot i que és al Principat on l'edició de cromos en català és més arrelada, n'hi ha també a les illes Balears i al País Valencià: a Mallorca, la revista Brisas i la fàbrica de galetes Quely n'han editat un bon nombre d'àlbums; a València, la Generalitat valenciana en va publicar un parell els anys 1990 i 1992. Esment a banda mereixen les dues versions del Viatge pel món dels llibres publicades pel ministeri de cultura espanyol el 2002, l'una en català central i l'altra en variant occidental, en la línia de promoció del secessionisme lingüístic típica del govern espanyol.

### Actualitat
El 2005, Llet Nostra edità un àlbum en català sobre la Cow Parade de Barcelona, amb cromos d'una campanya solidària consistent en una exposició urbana de vaques de mida real, decorades i pintades per artistes de tot el món. Una de les darreres col·leccions de cromos en català ha estat la del programa Crackòvia de TV3, editada el 2011.
Cal esmentar també La llengua catalana, un àlbum en línia i gratuït disponible al web ilustrum.com, la col·lecció del qual consta de 163 cromos. Dividit en quatre parts («Política i planificació lingüístiques», «L'estandardització», «Pompeu Fabra i la codificació del català» i «La codificació i l'estandardització avui»), és obligatori per als estudiants de primer de Periodisme de la UAB i els seus cromos reflecteixen articles tan diversos com ara el mapa de les llengües d'Europa, les Normes de Castelló, la seu de l'Institut d'Estudis Catalans, Pompeu Fabra, Antoni Maria Alcover i Joan Coromines (els personatges mereixen cromos quàdruples), la Gramàtica normativa valenciana o la Història de l'ortografia catalana entre molts altres.

## Passatemps i jocs
La gran popularitat dels cromos rau en la seva faceta de passatemps. El fet de col·leccionar-ne és una activitat que ve d'antic i que consisteix a completar un àlbum a còpia de comprar els cromos que el componen (bé adquirint els productes que en duen d'obsequi o bé els paquets específics al quiosc) i intercanviant-ne els repetits amb altres col·leccionistes. Els àlbums de cromos solen estar dirigits als nens (tot i que sovint atrauen també als adults) i, per tant, històricament han estat un element ben habitual als patis dels col·legis. Durant dècades, ja fos a l'hora de l'esbarjo o en sortir de l'escola, els amics i companys de classe s'ajuntaven per a canviar aquells cromos que tenien repetits. Alguns d'ells, els més difícils d'aconseguir per la seva escassa presència dins els sobres, obtenien una alta cotització que en certs casos podia arribar a 40 cromos a canvi d'un de sol. Hi havia fins i tot jocs ideats per a jugar-hi amb els cromos i augmentar alhora la col·lecció particular, entre els quals era ben popular el conegut com a "La Pila": Es posava una quantitat estipulada de cromos en joc -cada jugador la mateixa, tret que n'hi hagués algun més difícil d'aconseguir i valgués per més d'un- apilada a terra, deixant el dibuix cap per amunt (també es podia triar deixar-los cap per avall) i el joc consistia a colpejar la pila amb la mà buida mirant de capgirar el major nombre possible de cromos. Els jugadors anaven picant la pila en l'ordre preestablert i cadascú s'enduia els cromos que pogués capgirar amb el cop.
Fins a mitjan dècada de 1970 no existien els cromos autoadhesius, de manera que calia enganxar-los a l'àlbum amb cola, una activitat que ocupava força estones de lleure en aquella època (a destacar el famós Pegamento Imedio, la marca més emprada durant decennis). L'aparició dels àlbums de cromos era llavors com l'inici de les temporades de futbol: començaven al setembre i finalitzaven l'any següent (sovint al juny) si la col·lecció havia tingut èxit. A grans trets, una col·lecció de cromos durava un curs escolar.

## Temàtica
Els temes de les col·leccions de cromos han estat i són molt diversos. Malgrat ser gairebé impossible repassar-los tots, es podria dir que els més recurrents arreu del món són els esports (sobretot futbol i bàsquet, però també motociclisme, automobilisme i, als EUA, beisbol, futbol americà i hoquei sobre gel), música, programes de televisió i pel·lícules (infantils o no), superherois de comic, invents, monuments i paisatges, natura (animals, plantes, mineralogia), grups ètnics (anomenats "races" als àlbums antics), història, banderes i monedes de països, avions, exèrcits i en general tota mena de temes que puguin atraure als nens.

## Editors
Com s'ha dit, inicialment els cromos eren un producte ofert només per empreses d'alimentació i similars. Fabricants de sopes, productes carnis, safrà, sucre, cafè, cacau, caramels, cereals, llumins, tabac i especialment, xocolates, xiclets i brioixeria n'incloïen als seus articles com a reclam. A tall d'exemple, d'entre aquests darrers cal esmentar els següents:
| - Xocolates: - Poulain - Nestlé - Amatller - Torras - Lloveras - Solsona - Juncosa - Sorpresa - Grefer - Batanga - Suchard | - Xiclets: - Sonric's - Dubble Bubble - Cosmos - Boomer - Gum Inc - Bowman Gum - TGC Topps Gum | - Brioixeria: - Bimbo - Phoskitos - Bollycao - Cropán - Panrico - Matutano |

Amb l'entrada al negoci d'editorials consolidades i d'altres creades únicament amb aquesta finalitat, l'oferta s'eixamplà encara més. Per esmentar-ne algunes, a banda del líder mundial Panini cal parlar de:
- Editorial Bruguera (molt activa en el món dels cromos des de 1956 fins a la dècada de 1970)[18]
- Ruiz Romero
- Difusora de Cultura
- Ibis
- Álbumes Españoles
- Ediciones Este
- Publicaciones Fher
- Editorial Novaro

Especial esment mereix la iniciativa de l'empresa Cromo Crom, SA de Torroella de Montgrí, impulsora juntament amb Panini el 1983 de la col·lecció en català West. L'Oest, la veritable història dels indis, la qual no va tenir continuïtat en ser absorbida definitivament per Panini el 1986.

## Col·leccions
De col·leccions de cromos que mereixin ser destacades per la seva qualitat o interès pedagògic n'hi ha hagut a centenars al llarg de la història. Tot seguit, se'n recorda només una petita mostra de les que han circulat en algun moment o altre pels Països Catalans i que no hagin estat encara esmentades en aquest article:
- Album Suchard (1930), de les xocolates Suchard
- Els àlbums de les xocolates Batanga amb les aventures del cavaller Batanga, com ara A través de Africa: relato de aventuras del Caballero Batanga y sus amigos (1956)
- Historia del transporte aéreo (1956), de Xocolates Solsona
- Don Quijote de la Mancha (1956), de Xocolates Lloveras
- Els àlbums de l'Editorial Novaro mexicana, molt presents a l'estat espanyol durant el franquisme. Per esemntar-ne alguns: 
  - Libro de las Estampas de Oro: el reino animal (1957)
  - La vida de los insectos (1958)
- Els diversos Album concurso de les xocolates Nestlé, entre els quals són especialment valuosos aquests:
  - Las maravillas del Universo (1957)
  - Los misterios de las profundidades submarinas (1959)
  - Los viajes de Ulises (1962)
  - La conquista de los Andes del Perú (1963)
  - Los juegos olímpicos (1964)
- Els àlbums educatius de les xocolates Torras, com ara aquests:
  - Cosmorama de África (1975)
  - Panorama zoológico (1978)
- Els àlbums divulgatius de l'editorial Ruiz Romero, especialment l'obra Hombres, razas y costumbres (1972)
- Els diversos àlbums dedicats al motociclisme, entre d'altres:
  - El mundo de las motos (Bimbo, 1975)
  - Grand Prix - Libro para cromos (Publicaciones Fher, 1975)

Entre les editorials que dominaven el mercat estatal hi destacà, però, la Bruguera, una empresa bolcada en la producció de cromos durant decennis que publicà títols tan destacats com aquests:
- Maravillas del mundo (1956)
- La conquista del espacio (1956)
- Famosas estrellas de la pantalla (1959)
- La conquista del Oeste (1963)
- Enciclopedia cultura y color (1967)
- La vuelta al mundo en 320 cromos (1971)
- Gran Enciclopedia escolar (1974)
- Mundolandia (1975)

## Il·lustradors
Històricament i fins a l'arribada de la fotografia al món dels cromos, aquests eren sempre reproduccions de dibuixos creats expressament per a la col·lecció. Al llarg dels anys, hi ha hagut nombrosos dibuixants i il·lustradors que han excel·lit en aquesta tasca arreu del món. Fóra impossible de recollir-ne aquí ni tan sols una mostra, però si més no paga la pena recordar quatre brillants dibuixants que han treballat per a editorials catalanes (al costat de cadascun, s'hi cita alguna obra seva destacada i l'editorial que la publicà):
- Miguel Conde: Banderas del universo, Razas humanas i Maravillas del mundo (Editorial Bruguera)[18][19]
- Joaquim Vehí: Vida y Color 2 i Vida y Color 3 (Álbumes Españoles); Hombres, razas y costumbres (Ruiz Romero)
- Isidre Monés: El porqué de las cosas (Bimbo)
- Josep Maria Rius "Joma": Arbres de Barcelona (Ajuntament de Barcelona)